# Joseph Pearce

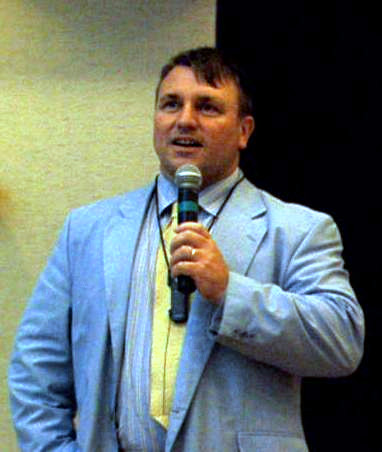
Pearce em 2007

Joseph Pearce (nascido em 12 de fevereiro de 1961, Barking, Londres  ) é um escritor inglês e, a partir de 2014, Diretor do Centro de Fé e Cultura  no Aquinas College em Nashville, Tennessee. Anteriormente, ele ocupou cargos comparáveis, de 2012 a 2014 no Thomas More College of Liberal Arts em Merrimack, New Hampshire, de 2001 a 2004 no Ave Maria College em Ypsilanti, Michigan e de 2004 a 2012 na Ave Maria University em Ave Maria, Flórida.
Anteriormente alinhado com a Frente Nacional, um partido político neonazista britânico, ele se converteu ao catolicismo romano em 1989, repudiou suas opiniões anteriores e agora escreve de uma perspectiva católica. Ele é co-editor da St. Austin Review e editor-chefe da Sapientia Press. Ele também ensina literatura shakespeariana para o Homeschool Connections, um provedor de currículo católico on-line.
Joseph Pearce é autor de biografias de figuras literárias, incluindo The Quest for Shakespeare, Tolkien: Man and Myth, The Unmasking of Oscar Wilde, C.S. Lewis and The Catholic Church, Literary Converts, Wisdom and Innocence: A Life of G.K. Chesterton, Solzhenitsyn: A Soul in Exile and Old Thunder:  A Life of Hilaire Belloc. Seus livros foram traduzidos para espanhol, português, francês, holandês, italiano, coreano, mandarim, croata e polonês.

## Biografia

### Vida
Pearce nasceu em Barking, Londres, e foi criado em Haverhill, Suffolk. Em agosto de 1973, quando Joseph tinha doze anos, sua família voltou para Barking.

#### Frente Nacional
Aos 15 anos, Joseph ingressou na ala jovem da Frente Nacional (NF), um partido político de extrema direita que se opunha ao Reino Unido multirracial e multiétnico. Na época, um grande número de imigrantes da Índia e do Paquistão estavam se mudando para Barking. A violência entre jovens brancos e asiáticos era comum e a NF, que Pearce descreveu como "uma força emergente na política britânica que exigia o repatriamento obrigatório de todos os imigrantes não brancos", era muito popular entre os moradores brancos de Barking.
Ele estava intimamente envolvido nas atividades organizacionais da NF e ganhou destaque pela primeira vez em 1977, quando, aos dezesseis anos, fundou o Bulldog, o jornal da organização. Bulldog se associou a algumas das mais virulentas propagandas da NF. Em 1980, Pearce tornou-se editor do Nationalism Today, no qual argumentou veementemente a favor da preservação racial, produzindo um panfleto intitulado Luta pela liberdade! sobre esse tema em 1982.
Em suas memórias de 2013, Pearce escreve que, embora a NF negasse ser uma organização neonazista, a reivindicação ficou mais difícil de sustentar quanto mais você subia nos degraus da liderança. Os membros da NF foram convidados a ler a literatura de negação do Holocausto e os escritos de David Irving. Além disso, membros dissidentes da NF eram rotineiramente chamados de " Strasserites ", em homenagem aos irmãos que desafiaram Adolf Hitler pela liderança do Partido Nazista.
Segundo Pearce, os ativistas de extrema esquerda foram responsáveis pela maior parte da violência nos comícios da NF, mas as lutas expulsaram os moderados. Ele descreveu a Batalha de Lewisham como um "divisor de águas": "Antes disso, as marchas eram compostas principalmente por pessoas de meia idade e classe média. Havia líderes de esquadrão, veteranos da Segunda Guerra Mundial. E então, com o aumento da violência e o interesse da mídia antes de Lewisham, muitas pessoas idosas ficaram afastadas, porque claramente haveria um tumulto e eles não queriam fazer parte dele ". "[A] coisa skinhead voltou. Muitos tipos de hooligan de futebol racistas vieram para as lutas. A violência da extrema esquerda provocou violência em reação. Depois, ficou fora de controle, com milhares de hooligans e skinheads, e então o que você viu foram 2.000 jovens carecas andando pela rua fazendo saudações nazistas. " 
Devido à natureza supremacista branca de seus artigos, Pearce foi processado duas vezes sob a Lei de Relações Raciais de 1976  e cumpriu pena de prisão em 1982 e 1985-1986.
Ele era um colaborador íntimo de Nick Griffin, e ambos foram atacados por Martin Webster por dedicar muito tempo à redação da revista Rising da Terceira Posição e não o suficiente para suas funções na NF. Como resultado, ele se juntou a Griffin renunciando à NF em novembro de 1983, antes de distribuir uma declaração na qual eles reclamaram do papel de Webster no partido. A declaração afirmava que Pearce e Griffin estavam saindo para evitar uma caça às bruxas liderada por Webster e isso teve o efeito de garantir a remoção de Webster de seu cargo como Organizador Nacional de Atividades.
Voltando à NF, Pearce tornou-se editor do Nationalism Today, que apoiava a linha de Soldado Político dentro da NF. Nessa posição, ele argumentou veementemente a favor da preservação racial, produzindo um panfleto intitulado Luta pela liberdade! sobre esse tema em 1984. Inicialmente um defensor entusiástico da tendência do Soldado Político, Pearce adotou seu apoio ao etnopluralismo e, com base nisso, entrou em contato com a Embaixada do Irã em Londres em 1984 para tentar garantir financiamento para a NF, apesar de não ter resultado em nada. No entanto, com o passar do tempo, Pearce, que vinha de uma classe trabalhadora e era muito mais popular entre os skinheads da NF do que o resto dos soldados políticos educados na universidade, ficou desiludido com a falta de atividade eleitoral e se mudou para Andrew Brons. Em pouco tempo, Pearce tornou-se membro de pleno direito do Grupo de Bandeiras e foi expulso junto com o resto do grupo pela Frente Nacional Oficial em 1986.
Pearce tornou-se um membro líder do novo grupo e procurou estender suas atividades. Escritor e editor regular de publicações do Flag Group, ele contribuiu para a ideologia do grupo, argumentando principalmente a favor do distributismo em uma edição de 1987 da revista do partido Vanguard . No início de sua carreira, Pearce chegou a entrar em contato com John Tyndall para sugerir a possibilidade de uma aliança com o Partido Nacional Britânico. A ideia foi considerada por Tyndall, mas acabou sendo rejeitada por recomendação de Ray Hill e Charles Parker. Entre 1980 e 1985, Pearce fez amizade com o líder neofascista italiano Roberto Fiore, que estava fugindo de acusações relacionadas ao atentado à bomba na estação de trem de Bolonha em 1980. Em suas memórias de 2013, Pearce expressa uma crença de que Fiore e sua organização não estavam envolvidos de forma alguma com o atentado e que o governo italiano estava usando o ataque para acertar uma pontuação com organizações de extrema direita.

#### Irlanda do Norte
Pearce também foi membro da Ordem Laranja e, entre 1978 e 1985, um visitante frequente da Irlanda do Norte. Durante suas visitas, ele estabeleceu relações íntimas e amigáveis com Andy Tyrie, líder da Associação de Defesa de Ulster, John McMichael  líder da Ulster Freedom Fighters e membro da Força Voluntária de Ulster, George Seawright. Apesar de sua simpatia pelos legalistas, Pearce rejeitou todas as tentativas de recrutá-lo para o aspecto violento dos problemas. Ele escreveu: "Apesar de todo o meu extremismo, eu não tinha vontade de matar ninguém, ou de alguém matar alguém por mim". Pearce também escreveu: "Apesar da minha falta de vontade de me envolver diretamente nas operações terroristas na Irlanda do Norte, eu estava muito ciente, assim como os líderes da UVF e da UDA, de que os membros da Frente Nacional que serviam no Exército do Norte A Irlanda estava contrabandeando informações de inteligência sobre suspeitos membros do IRA para os paramilitares legalistas. Essas informações incluíam fotografias de suspeitos membros do IRA, o tipo de carro que eles dirigiam e seu número de registro e outros fatos úteis. Tenho poucas dúvidas de que essa informação tenha sido usada pelo UVF e pelo UDA para atacar e assassinar seus inimigos. " 
Em 1979, Pearce foi convidado para um debate sobre imigração na Rádio 1 da BBC, ao lado de um membro da Liga AntiNazista, e o líder do Stiff Little Fingers, Jake Burns. Pearce escreveu que lembra pouco do debate "além das óbvias trocas vituperativas entre mim e o jovem igualmente amargo que representava a Liga Anti-Nazista". Após a transmissão, Pearce ficou surpreso quando Burns o convidou para compartilhar uma cerveja em um pub local. Durante a bebida, Burns, conhecido por "buscar a paz na Irlanda do Norte enquanto eu pregava a guerra total", tentou persuadir gentilmente Pearce a reconsiderar suas opiniões. Pearce chamou esse encontro com Burns de uma das muitas "luzes de clareza que abriram o caminho para sair da escuridão".

### Conversão
Como o Grupo de Bandeira ficou sem impulso, Pearce desapareceu em grande parte da cena, tendo decidido se converter ao catolicismo durante sua segunda prisão. Apesar dos esforços de Ian Stuart para atraí-lo de volta à NF, Pearce não teve nenhum papel na organização liderada após 1990 por Ian Anderson.
Segundo Pearce, "'um ateu sólido não pode ter muito cuidado com os livros que lê.' Assim disse CS Lewis em sua apologia autobiográfica, Surprised by Joy. Essas palavras continuam ressoando ao longo dos anos que me separam da amargura do meu passado. O que é verdade para o ateu é o mesmo para o racista, que é o que eu era. Um inferno de ódio consumiu minha juventude. Eventualmente, eu tropecei no brilho do dia cristão, mas, olhando para trás ao longo desse caminho, posso ver em meus olhos as velas literárias que iluminavam o caminho. Existem dezenas de velas com o nome de GK Chesterton, das quais a Ortodoxia, O Homem Eterno, o Poço e as Superfícies e O Esboço da Sanidade brilham com particular brilho. Quase tantas velas levam o nome do grande amigo de Chesterton, Hilaire Belloc, e várias levam o nome de John Henry Newman. E, claro, há a presença tremulante de Lewis e JRR Tolkien. Estes e inúmeros outros iluminam o caminho pelo qual eu segui. " 

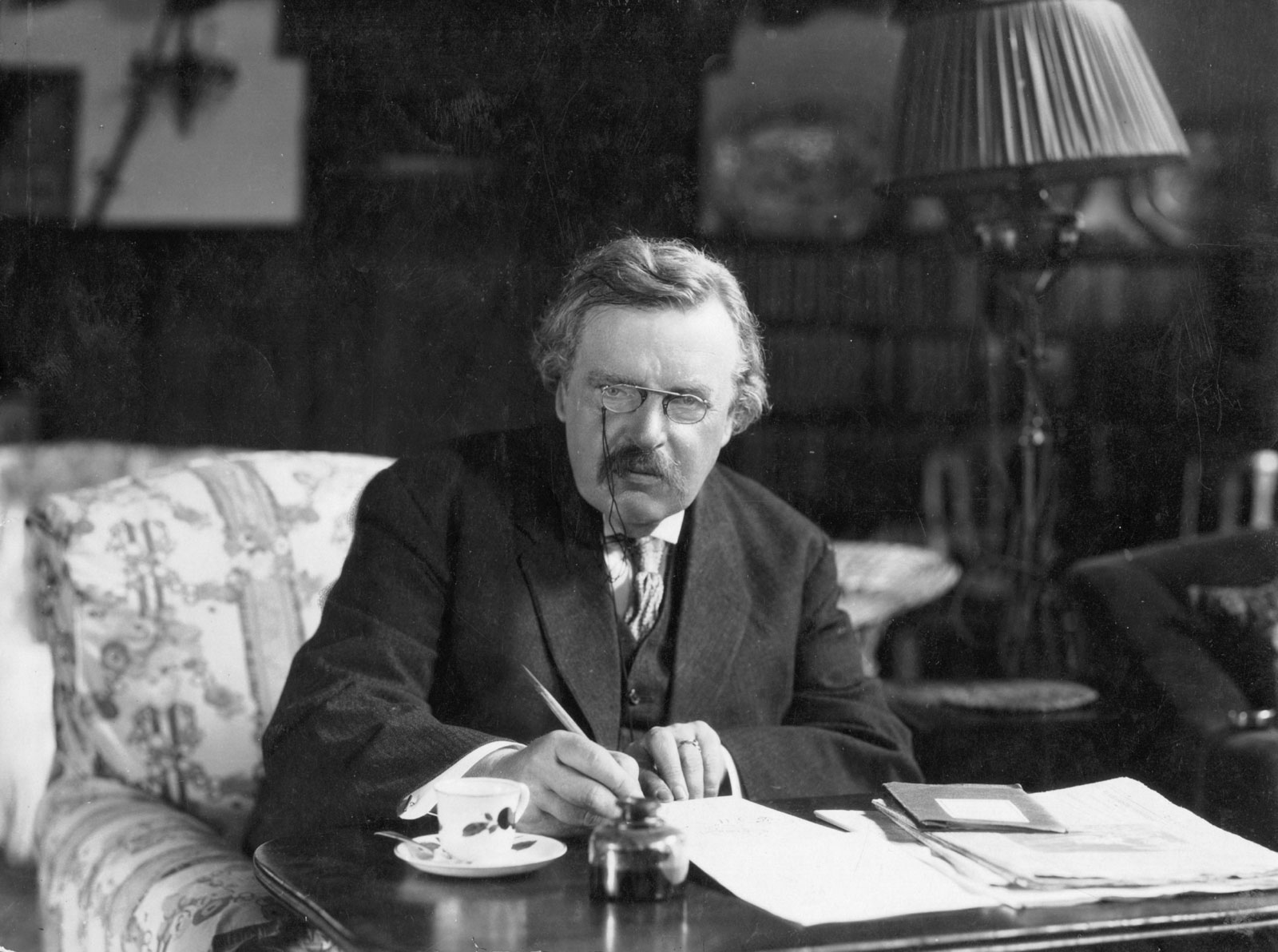
A conversão de Pearce ao catolicismo foi influenciada pelo escritor G.K. Chesterton.

### Biógrafo
Como autor católico, Pearce concentrou-se principalmente no trabalho de escritores católicos ingleses, como J.R.R. Tolkien, G.K. Chesterton e Hilaire Belloc. Seu livro Literary Converts, publicado em 1999, capta esse interesse e consiste em ensaios que mostram o processo de conversão de muitos escritores que se tornaram católicos convencidos. Pearce também promoveu a doutrina social da Igreja, em particular o distributismo como sistema econômico católico. Sua principal contribuição nessa área foi o livro Small is Still Beautiful, que retoma o tema proposto anteriormente por EF Schumacher em seu livro Small Is Beautiful.
Em 1998, Joseph Pearce escreveu para Alexander Solzhenitsyn e manifestou interesse em escrever uma biografia dele. Pearce mencionou em sua carta que ele já havia publicado uma biografia de GK Chesterton e que esperava corrigir as falhas de outras biografias de Solzhenitsyn, colocando a fé cristã do escritor no centro do palco. Pearce não esperava receber resposta, mas Solzhenitsyn respondeu quase imediatamente e convidou Pearce a viajar para a Rússia para começar a trabalhar na biografia. Quando Pearce chegou à residência da família Solzhenitsyn, Alya Solzhenitsyn fez questão de mostrar que o marido estava colecionando as obras completas de Chesterton. Durante suas reuniões, Solzhenitsyn disse a Pearce que vê a Rússia e o Ocidente como duas partes de uma civilização cristã ameaçada. Em suas memórias de 2013, Pearce descreveu seus encontros com Solzhenitsyn como "um dos melhores momentos da minha vida. Também estou satisfeito em saber que o grande escritor russo aprovou minha biografia sobre ele ".
Pearce também escreveu uma biografia do poeta anglo - africano e convertido católico Roy Campbell, cujas simpatias nacionalistas durante a Guerra Civil Espanhola fizeram com que ele fosse rotulado de fascista e deixado de fora das modernas antologias da poesia. A biografia de Pearce revela que Campbell perdeu o emprego como editor da revista Voorslag e foi submetido a ostracismo social depois de publicar artigos defendendo a igualdade racial na década de 1920 na África do Sul. Pearce também descreve como Campbell rejeitou os esforços de Sir Oswald Mosley para recrutá-lo na União Britânica de Fascistas. Pearce cita ainda evidências das cartas e da poesia de Campbell para mostrar que este último apoiou o esforço de guerra britânico contra a Alemanha nazista. Pearce também editou uma antologia da poesia e tradução de versos de Campbell, que permanece impressa.

### Televisão
Joseph Pearce é o apresentador da série de televisão EWTN The Quest for Shakespeare, com base em seu livro The Quest for Shakespeare: The Bard of Avon and the Church of Rome. O programa concentra-se na evidência de que Shakespeare era católico e consiste em treze episódios.

## Vida pessoal
Joseph Pearce casou-se com Susannah Brown, uma americana com raízes familiares na Irlanda do Norte, em uma cerimônia católica romana em Steubenville, Ohio, em abril de 2000.
Eles têm dois filhos; Leo Pearce (nascido em 2002), e Evangeline Marie Pearce (nascida em 2008). Seu filho nasceu com síndrome de Down.
Ele é um torcedor do Chelsea F.C.

## Trabalho

### Publicações
- Skrewdriver: The First Ten Years: The Way It's Got to Be!. Skrewdriver Services. London: [s.n.] 1987
- Wisdom and Innocence: A Life of G. K. Chesterton. Hodder & Stoughton. London: [s.n.] 1996. ISBN 0-340-67132-7
- The Three Ys Men. Saint Austin Press. London: [s.n.] 1998. ISBN 1-901157-02-4
- Tolkien: Man and Myth. HarperCollins. London: [s.n.] 1998. ISBN 0-00-274018-4
- Literary Converts: Spiritual Inspiration in an Age of Unbelief. HarperCollins. London: [s.n.] 1999. ISBN 0-00-628111-7
- Pearce, ed. (1999). Tolkien: A Celebration. Collected Writings on a Literary Legacy. Fount. London: [s.n.] ISBN 0-00-628120-6
- Pearce, ed. (1999). Flowers of Heaven: 1000 years of Christian Verse. Hodder & Stoughton. London: [s.n.] ISBN 0-340-72220-7
- Solzhenitsyn: A Soul in Exile. HarperCollins. London: [s.n.] 1999. ISBN 0-00-274040-0
- The Unmasking of Oscar Wilde. HarperCollins. London: [s.n.] 2000. ISBN 0-00-274042-7
- Bloomsbury and Beyond: The Friends and Enemies of Roy Campbell. HarperCollins. London: [s.n.] 2001. ISBN 0-00-274092-3  Published in the United States as Unafraid of Virginia Woolf: The Friends and Enemies of Roy Campbell. ISI Books. Wilmington, DE: [s.n.] 2004. ISBN 978-1-932236-36-1
- Small Is Still Beautiful. HarperCollins. London: [s.n.] 2001. ISBN 0-00-274090-7 Published in the United States as Small Is Still Beautiful: Economics as if Families Mattered. ISI Books. Wilmington, DE: [s.n.] 2006. ISBN 978-1-933859-05-7 (Book Review and Summary)
- Campbell, Roy (2001).  Pearce, ed. Selected Poems. Saint Austin. London: [s.n.] ISBN 1-901157-59-8
- Old Thunder: A Life of Hilaire Belloc. HarperCollins. London: [s.n.] 2002. ISBN 0-00-274096-6
- C. S. Lewis and the Catholic Church. Ignatius Press. San Francisco: [s.n.] 2003. ISBN 0-89870-979-2
- Literary Giants, Literary Catholics. Ignatius Press. San Francisco: [s.n.] 2005. ISBN 978-1-58617-077-6
- The Quest for Shakespeare: The Bard of Avon and the Church of Rome. Ignatius Press. San Francisco: [s.n.] 2008. ISBN 1-58617-224-7
- Divining Divinity: A Book of Poems. Kaufmann Publishing. [S.l.: s.n.] 2008. ISBN 978-0-9768580-1-0
- Through Shakespeare's Eyes: Seeing the Catholic Presence in the Plays. Ignatius Press. San Francisco: [s.n.] 2010. ISBN 978-1-58617-413-2
- Bilbo's Journey: Discovering the Hidden Meaning in The Hobbit. Saint Benedict Press. Charlotte, NC: [s.n.] 2012. ISBN 978-1-61890-058-6
- Shakespeare on Love. Ignatius Press. San Francisco: [s.n.] 2013. ISBN 978-1-58617-684-6
- Candles in the Dark: The Authorized Biography of Fr. Ho Lung and the Missionaries of the Poor. Saint Benedict Press. Charlotte, NC: [s.n.] 2013. ISBN 978-1-61890-398-3
- Race with the Devil: My Journey from Racial Hatred to Rational Love. Saint Benedict Press. Charlotte, NC: [s.n.] 2013. ISBN 978-1-61890-065-4
- Beauteous Truth: Faith, Reason, Literature and Culture. St. Augustine's Press. South Bend, Indiana: [s.n.] 2014. ISBN 978-1-58731-067-6
- Merrie England: A Journey Through the Shire. Saint Benedict Press. Charlotte, NC: [s.n.] 2016. ISBN 978-1-50510-719-7
- Monaghan: A Life. Saint Benedict Press. Charlotte, NC: [s.n.] 2016. ISBN 978-1-50510-890-3